# Хайндс (округ)
Округ Хайндс (англ. Hinds County) — округ штата Миссисипи, США. Население округа на 2000 год составляло 250 800 человек. В округе 2 административных центра — города Джэксон и Реймонд.

## История
Округ Хайндс основан в 1821 году.
В округе расположен археологический памятник культуры Плакемин — Холм Покахонтас, с артефактами, датируемыми между 800 и 1300 годами. В 1969 году холмы были включены в Национальный реестр исторических мест США.

## География
Округ занимает площадь 2250.7 км2.

## Демография
Согласно переписи населения 2000 года, в округе Хайндс проживало 250800 человек (данные Бюро переписи населения США). Плотность населения составляла 111.4 человек на квадратный километр.